# Francesco Masciarelli
Francesco Masciarelli (* 5. Mai 1986 in Pescara) ist ein ehemaliger italienischer Radrennfahrer, der heute als Triathlet aktiv ist.

## Werdegang
Francesco Masciarelli fuhr in den Jahren 2005 und 2006 als Stagiaire für das italienische Professional Continental Team Acqua & Sapone, bei dem sein Vater Palmiro Team-Manager ist. 2007 bis 2010 fuhr er dort mit seinen beiden älteren Brüdern Simone und Andrea als Profi. In seinem ersten Jahr konnte er bei der Japan-Rundfahrt zwei Etappen gewinnen und konnte so auch die Gesamtwertung für sich entscheiden. Im Jahr 2008 gelang ihm sein größter Erfolg mit dem Sieg beim Giro del Lazio, einem Eintagesrennen hors categorie mit vier Sekunden Vorsprung vor Filippo Pozzato. Bei der Mittelmeer-Rundfahrt 2010 gewann er eine Etappe.
Am 7. Juni 2012 wurde bekannt, dass bei ihm ein Tumor in der Hypophyse entdeckt wurde. Dadurch musste er mit dem Radsport vorläufig aufhören.
Im Zuge der Dopingermittlungen der Staatsanwaltschaft von Padua wurde er Ende 2014 verdächtigt, Kunde des umstrittenen Sportmediziners Michele Ferrari gewesen zu sein.
Im Juli 2019 wurde er Zweiter beim Ironman UK (3,86 km Schwimmen, 180,2 km Radfahren und 42,195 km Laufen).

## Erfolge
2007
- Gesamtwertung und zwei Etappen Japan-Rundfahrt

2008
- Giro del Lazio

2010
- eine Etappe Tour Méditerranéen

## Teams
- 2005 Acqua & Sapone-Adria Mobil (Stagiare)
- 2006 Acqua & Sapone (Stagiare)
- 2007 Acqua & Sapone-Caffè Mokambo
- 2008 Acqua & Sapone-Caffè Mokambo
- 2009 Acqua & Sapone-Caffè Mokambo
- 2010 Acqua & Sapone-D'Angelo & Antenucci
- 2011 Pro Team Astana
- 2012 Astana Pro Team (bis 31. Juli)

## Sportliche Erfolge
| Datum/Jahr    | Rang | Wettbewerb | Austragungsort | Zeit | Bemerkung |
| ------------- | ---- | ---------- | -------------- | ---- | --------- |
| 15. Juli 2018 | 2    | Ironman UK | Bolton         |      |           |

(DNF – Did Not Finish)